# Basil Hall Chamberlain

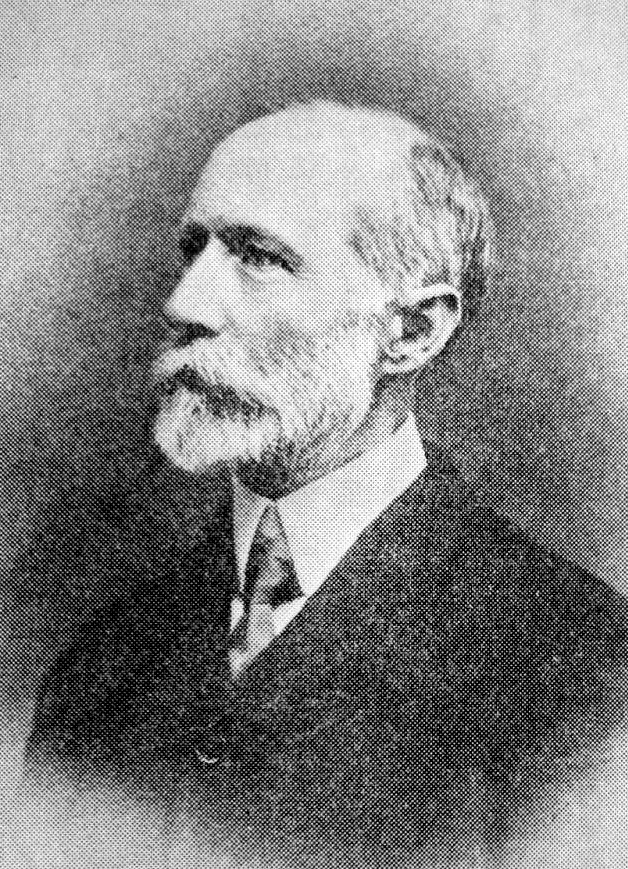
Basil Hall Chamberlain

Basil Hall Chamberlain (ur. 18 października 1850 w Anglii, zm. 15 lutego 1935 w Szwajcarii) – brytyjski japonista i pisarz.
Syn oficera brytyjskiej marynarki wojennej, od szóstego roku życia wychowywany przez babcię we Francji. Kształcił się w językach angielskim, francuskim i niemieckim. Z powodów zdrowotnych udał się w podróż, odwiedził Włochy, Grecję, Maltę, Szwajcarię, Niemcy, Tunis, Australię, Chiny, Japonię. Tam nauczył się języka japońskiego i tłumaczył z japońskiego na angielski.
Przez 12 lat uczył języka angielskiego w Cesarskiej Akademii Marynarki Wojennej. W 1886 roku mianowano go profesorem Cesarskiego Uniwersytetu w Tokio (dzisiejszy Uniwersytet Tokijski), gdzie zaczął wykładać na Wydziale Języka Japońskiego i Wydziale Filologicznym. 
Jako pierwszy przetłumaczył na język angielski Kojiki (w 1883 roku), tłumaczył również poezję  Bashō Matsuo i dramaty teatru nō. Napisał słynną książkę Things Japanese, która jest kompendium wiedzy o ówczesnej Japonii (w 1890 roku).
Badał także kulturę Ajnów, spisał i przetłumaczył z języka ajnuskiego na angielski mity Ajnów, opublikowane w zbiorze „Wspomnienia o Ajnach” oraz jako osobny tom, „Mity Ajnów”, oba w 1887 roku. Wraz z pastorem Johnem Batchelorem opracował gramatykę języka ajnuskiego.
Po przejściu na emeryturę wrócił do Europy i zamieszkał w Szwajcarii.